# Cathédrale Saint-Jean-Baptiste de Santa Cruz do Sul
Cette  cathédrale n’est pas la seule cathédrale Saint-Jean-Baptiste.
La cathédrale Saint-Jean-Baptiste de Santa Cruz do Sul est une cathédrale catholique située au Brésil dans l'État du Rio Grande do Sul, dans la ville de Santa Cruz do Sul.
Elle abrite le siège du diocèse de Santa Cruz do Sul.

## Historique
La construction suivant les plans de Simão Gramlich a commencé en 1928 et s'est achevée en 1977 avec l'achèvement des tours.

## Dimensions
Les dimensions de l'édifice sont les suivantes :

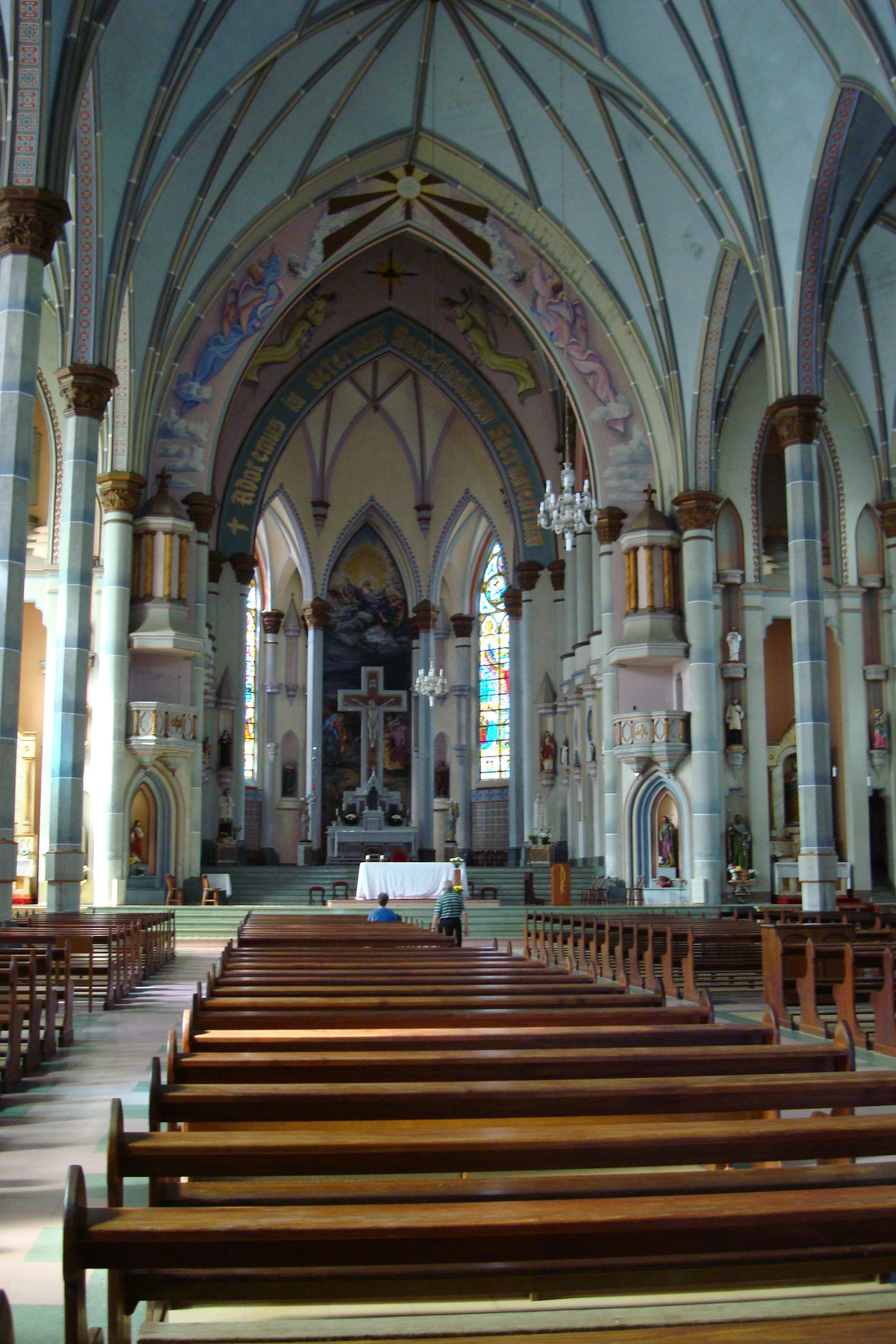
Intérieur de la cathédrale

- hauteur de la nef : 26 m ;
- longueur : 80 m ;
- hauteur des tours : 83 m ;
- largeur : 38 m.